# Museo di rievocazione storica
Il museo di rievocazione storica di Mondavio (PU) è stato istituito nel 1966 dell'interno della rocca Roveresca di Mondavio dal professore Stefano Mascarucci in collaborazione con l'allora amministrazione comunale e con l'associazione Proloco.

## Percorso museale

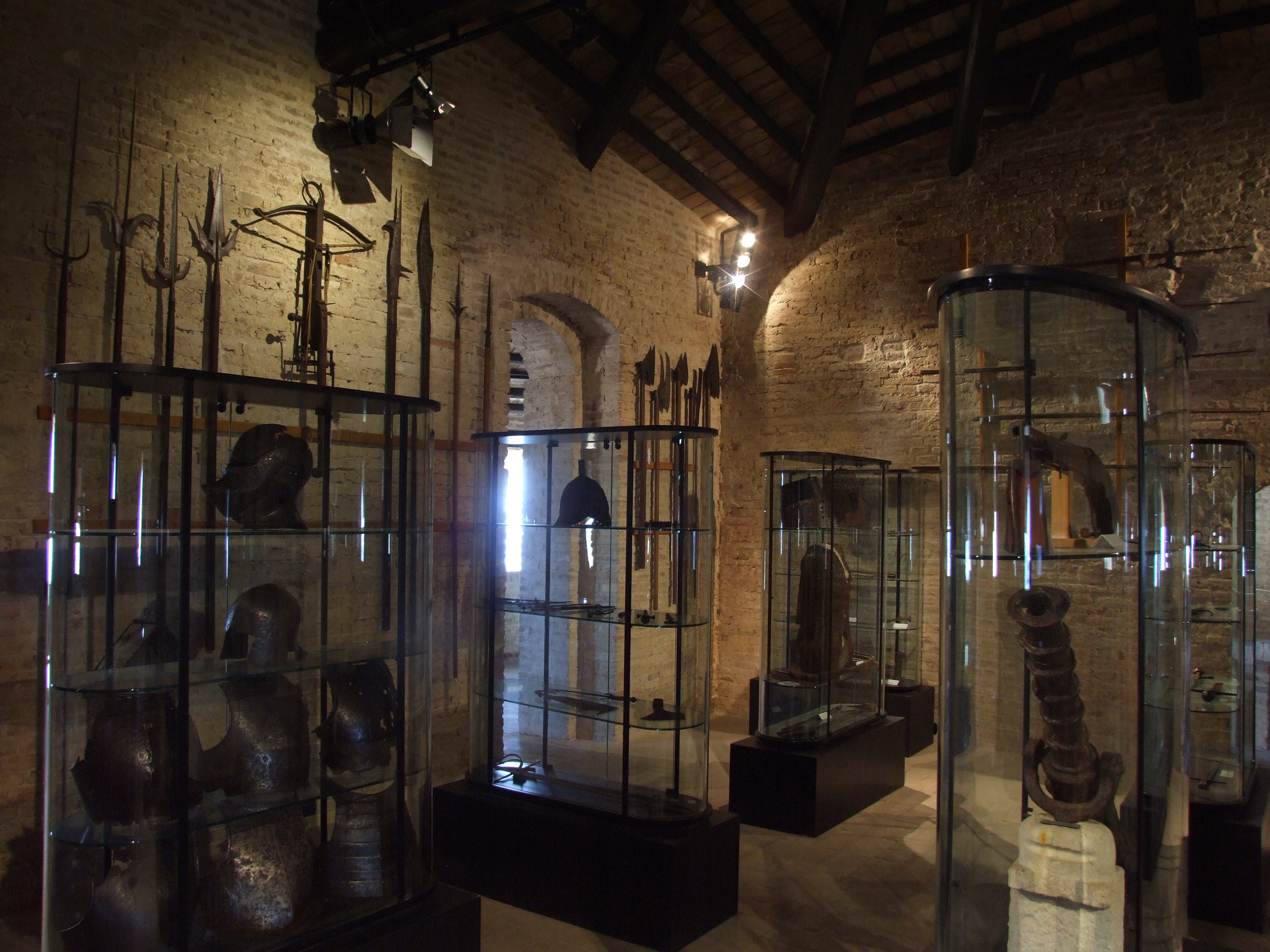
Sala dell'armeria

Il museo si articola su quattro dei cinque piani del mastio della rocca roveresca mentre il piano superiore (il quinto) ospita un'armeria con pezzi di artiglieria, armature e armi bianche, tra i quali alcune rarità. Il museo ripropone scene di vita rinascimentale ricostruite con dovizia di cura attraverso manichini in gesso abbigliati con costumi dell'epoca. Le scene più importanti sono: il banchetto, la sala della tortura, il forno, la stalla con i cavalli. L'entrata si trova al terzo piano dove si trovavano quattro postazioni difensive.
Al secondo piano si trovava la cucina che ancora oggi mostra il forno originale del 1400. in questo luogo ci sono delle statue rievocative che rappresentano scene di vita quotidiana. Nella cucina pranzavano i servi e le ancelle. Al primo piano vi sono: la sala della tortura, la "fabbrica" delle armi e la stalla dei cavalli che oggi è molto piccola ma allora poteva contenere molti cavalli. I cavalli usati in quell'epoca erano: cavalli da soma adoperati per il trasporto delle merci o delle armi e munizioni in guerra; inoltre ronzini che, essendo molto veloci, venivano usati per inviare i messaggi e infine c'erano i destrieri purosangue che appartenevano al signore o ai cavalieri ed erano cavalcati durante la caccia o in guerra.
Al quarto piano c'è la magnifica sala da pranzo che con statue di cera rappresenta il banchetto in onore del matrimonio tra Giovanni della Rovere proprietario della Rocca di Mondavio e Giovanna figlia del signore del palazzo di Urbino. In questa rappresentazione è da notare il modo in cui sono vestiti i partecipanti: i commensali appartenenti alla stessa casata sono vestiti con abiti dello stesso colore. Nel 1400 le donne tenevano i capelli raccolti per seguire la moda dell'epoca, portavano abiti lunghi e sontuosi: più la donna era nobile più era larga e decorata la sua gonna. Gli uomini indossavano pantaloni attillati, giacche di velluto e camicie che mostravano pizzi prominenti nel colletto e nelle maniche. Per distinguere i nobili dalla gente comune esisteva un semplice particolare: i ricchi indossavano pantaloni a tinta unita mentre i poveri vestivano con pantaloni di due colori.
Al quinto ed ultimo piano c'è l'armeria e la postazione di difesa. Per la difesa l'architetto Francesco di Giorgio Martini aveva costruito all'interno del quinto piano una distesa di merli che circondavano il piano. Nel caso in cui i nemici fossero giunti sino al quarto piano i soldati utilizzavano un trabocchetto: con un buco nel pavimento che collegava il quinto piano con le scale di quello inferiore scagliavano frecce ai nemici. Un altro metodo per scacciare i nemici era quello di gettare dal buco pece bollente. In questo piano troviamo anche l'armeria che è composta totalmente da armi e armature del 1400.